# باول ريان (متسابق بياثل)
باول ريان (بالإنجليزية: Paul Ryan)‏ هو متسابق بياثل بريطاني، ولد في 17 فبراير 1970.

## وصلات خارجية
- باول ريان على موقع IBU (الإنجليزية)
- باول ريان على موقع أوليمبيديا (الإنجليزية)